# Pherusa scutigera
Pherusa scutigera är en ringmaskart som först beskrevs av Ehlers 1887.  Pherusa scutigera ingår i släktet Pherusa och familjen Flabelligeridae. Inga underarter finns listade i Catalogue of Life.